# 火麻仁

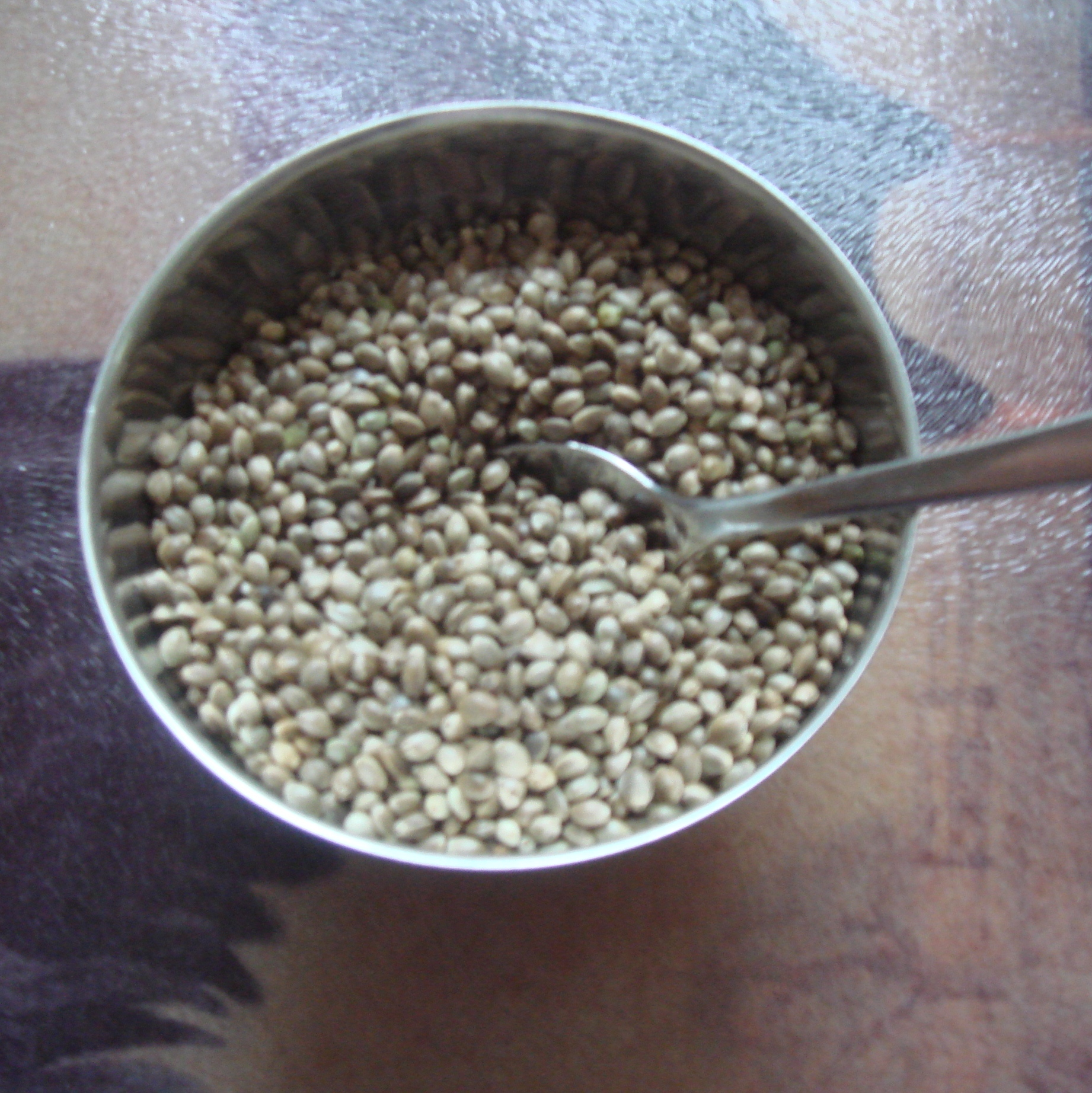
大麻籽

火麻仁、大麻仁、麻仁，為大麻的種子，即大麻籽，去除外殼後的產物，可以食用及製油。經過用小鑊炒熟的熱處理程序後可入藥。火麻仁易於消化，比奇亞籽或亞麻籽的蛋白質含量更高，是一種健康食品。因為大麻在許多國家都是管制藥物，種植大麻受到管制，用於生產大麻籽的品種，通常是低四氫大麻酚（THC）的品種，稱為食用大麻或工業大麻。
火麻仁富含多種營養成份，可製成大麻籽油（火麻油），或大麻籽奶。大麻籽本身不含四氫大麻酚等成份，但可能會在製作過程中混入大麻枝葉等因素，因此被檢驗出微量四氫大麻酚。
大麻仁可作為中藥。火麻仁味甘性平，有滋養潤腸，舒緩肚瀉，烏頭髮等功效。
在中國南方流行的一般涼茶舖都有賣火麻仁這種飲料。
据报道中国广西巴马地区长寿老人多与当地食用火麻子制作的长寿汤有关。

## 用药禁忌
- 《本草经集注》：畏牡蛎、白薇，恶茯苓。
- 《食性本草》：多食损血脉，滑精气，妇人多食發带疾。
- 《本草从新》：肠滑者尤忌。

## 外部連結
- 大麻 Dama （页面存档备份，存于） 藥用植物圖像數據庫 (香港浸會大學中醫藥學院) （中文）（英文）
- 火麻仁 中藥材圖像數據庫  (香港浸會大學中醫藥學院) （中文）（英文）